# Овсянников, Дмитрий Никитович
Дми́трий Ники́тович Овся́нников (29 декабря 1923, с. Нижняя Любовша, Тульская губерния — 13 июля 1998, Москва) — участник Великой Отечественной войны, командир звена 74-го гвардейского штурмового авиационного полка 1-й гвардейской штурмовой авиационной дивизии 1-го гвардейского штурмового авиационного корпуса 1-й воздушной армии 3-го Белорусского фронта, гвардии лейтенант, Герой Советского Союза.

## Биография
Родился 29 декабря 1923 года в крестьянской семье. Русский. В 1940 году окончил вечерний Балашихинский механический техникум Московской области. Одновременно работал токарем на заводе в Москве. Учился в Московском аэроклубе.
В Красной Армии с октября 1941 года. В 1942 году окончил Качинскую военную авиационную школу пилотов, после окончания был направлен лётчиком-инструктором в учебно-тренировочный авиаполк 8-й воздушной армии. Здесь в течение 8 месяцев он обучал лётчиков для самолётов ЛаГГ-3 и Ил-2. В боях Великой Отечественной войны с августа 1943 года.
В ноябре 1943 года Овсянников в составе четвёрки «Илов» разбомбил понтонный мост гитлеровцев через Днепр в районе Большой Лепетихи. Отходившие в этом месте гитлеровские войска не сумели переправиться через Днепр и были разгромлены нашими наземными войсками.
Овсянников участвовал в боях на территории Крыма. В районе Перекопа, Симферополя, Бахчисарая, Севастополя он уничтожал пехоту, орудия, миномёты, в составе эскадрильи наносил удары по вражеским аэродромам.
В дальнейшем 1-я гвардейская авиадивизия была переброшена на 3-й Белорусский фронт. В июне 1944 года началась операция «Багратион». На четвёртый день наступления звено Овсянникова разбомбило вражеский эшелон с автомашинами на станции Коханово, создав на железной дороге пробку и отрезав 20 вражеских эшелонов, везущих награбленное добро на запад.
9 июля 1944 года звено Овсянникова участвовало в уничтожении понтонного моста через Неман в районе литовского города Юрбаркас. После того, как мост был разрушен, Овсянников увидел баржу, перевозившую вражеских солдат. Снизившись, он сбросил бомбы точно на палубу баржи, которая вскоре затонула.
В середине января 1945 года началось мощное наступление советских войск в Восточной Пруссии. В одном из боевых вылетов в районе города Шталлупенена Овсянников обнаружил скопление танков и автомашин. Командир звена и ведомые совершили 3 последовательных штурмовых удара. Было уничтожено несколько фашистских танков и до десятка автомашин с грузами.
В феврале 1945 года наземные войска вышли к побережью Балтийского моря. Звено Овсянникова разбомбило один из вражеских миноносцев, находившихся в бухте Нейкурен. Другие звенья повредили ещё 2 корабля. Это позволило соединениям 2-й гвардейской армии продолжить успешное наступление.
К февралю 1945 года Овсянников совершил 168 боевых вылетов, уничтожил 11 танков, 60 автомашин, а также много живой силы противника, сбил 2 самолёта противника.
Указом Президиума Верховного Совета СССР от 19 апреля 1945 года за образцовое выполнение боевых заданий командования на фронте борьбы с немецко-фашистским захватчиками и проявленные при этом мужество и героизм гвардии лейтенанту Овсянникову Дмитрию Никитовичу было присвоено звание Героя Советского Союза с вручением ордена Ленина и медали «Золотая Звезда» (№ 6127).
После войны Д. Н. Овсянников продолжал службу в Военно-воздушных силах СССР. В 1955 году окончил Военно-воздушную академию. Много лет прослужил на ответственных должностях в Главном штабе ВВС. В 1978 году Овсянникову было присвоено воинское звание генерал-майор авиации.
С декабря 1979 года генерал-майор авиации Д. Н. Овсянников — в запасе. Жил в городе Москва. Читал лекции в Доме авиации и космонавтики, вёл большую работу по военно-патриотическому воспитанию молодёжи. Умер 13 июля 1998 года. Похоронен в Москве на Троекуровском кладбище (участок 4).

## Память
- Надгробный памятник на Троекуровском кладбище.
- Памятная мемориальная доска на аллее Героев в городе Балашиха.
- Увековечивание имени в памятном зале в Музее Победы в Москве.[источник не указан 80 дней]